# Активатори
Активатори — флотаційні реагенти, які забезпечують закріплення збирача на мінеральній поверхні і її гідрофобізацію з метою ефективної флотації мінералу, що флотується. 

## Механізм дії реагенту
Взаємодія реагентів-активаторів з мінеральною поверхнею відбувається за такими механізмами:
- хімічне очищення мінеральної поверхні від плівок депресора і оголення елементів кристалічної ґратки, які здатні до взаємодії зі збирачем і створення сорбційного шару необхідного складу (механізм І);
- хемосорбція на мінеральній поверхні йонів, які стають центрами закріплення збирача (механізм ІІ);
- гетерогенна хімічна реакція, яка приводить до утворення об’ємних плівок, поверхня яких є сприятливою для утворення необхідного сорбційного покриття збирача (механізм ІІІ).

## Основні реагенти активатори
Основні реагенти активатори, що використовуються на збагачувальних фабриках, такі:
Сірчана кислота H2SO4 застосовується як активатор при флотації сильно окиснених піритних руд. При збагаченні мідно-піритних руд мідна флотація здійснюється в сильно лужному середовищі, що сприяє депресії піриту. При сильному окисненні на поверхні піриту утворюється плівка, що містить сульфогідрат заліза, оксид і закис заліза, важкорозчинні солі основних сульфатів. При доданні сірчаної кислоти плівки розчинюються, на поверхні утворюються сульфідосульфати, які взаємодіють з сульфгідрильними збирачами. Витрати H2SO4 становлять 500—1000 г/т. 
Мідний купорос CuSO4 •5Н2O активує флотацію ксантогенатом сфалериту і у значно меншому ступені піриту і піротину. У цьому випадку на поверхні мінералу утворюються сполуки, які взаємодіють зі збирачем. При цьому швидкість взаємодії мідного купоросу залежить від рН середовища. У лужному середовищі утворюється малорозчинний гідроксид міді Cu(OH)2 і активація флотації відбувається повільніше. У кислому середовищі концентрація йонів Cu2+ вище, тому активація відбувається швидше. Мідний купорос впливає на окисно-відновлювальні реакції, може сприяти також переводу ксантогенату у диксантогенід, який активно закріплюється на вказаних мінералах і гідрофобізує їхню поверхню (механізм ІІ). Витрати CuSO4 •5Н2O становлять 200—400 г/т. 
Сірчистий натрій Na2S застосовується для активації окиснених мінералів кольорових металів — церуситу PbCO3, англезиту PbSO4, малахіту Cu2(CO3)(OH)2, азуриту Cu3(CO3)2(OH)2. При взаємодії Na2S з цими мінералами відбувається гетерогенна хімічна реакція сульфідизації з утворенням об’ємної плівки сульфіду кольорового металу на поверхні мінералу, що приводить до підвищення гідрофобності мінеральної поверхні і закріплення на ній ксантогенату. Витрати Na2S становлять 200—700 г/т. 
Ціаніди NaCN, KCN можуть бути активаторами для сильно окиснених сульфідів міді, тому що окиснені сполуки міді легко розчиняються ціанідами. Однак процес активації слід вести обережно і дозувати ціаніди тільки у кількості необхідній для розчинення окси-плівки, тому що залишок ціаніду депресує сульфіди міді. Крім того, присутність ціанідів приводить до зростання витрат мідного купоросу, через зв’язування міді у комплексні йони Cu(CN2)–. Витрати ціанідів становлять 3—5 кг/т. 

## Роль кисню
Кисень активує флотацію багатьох мінералів. При флотації сульфідів ксантогенатами кисень необхідний для часткового окиснення сульфіду, тому що йон сірки не може бути виштовхнутим ксантогенатними йонами. При тривалій взаємодії кисню або його надлишку відбувається сильне окиснення і вилучення знижується, оскільки продукти взаємодії ксантогенату з об’ємними плівками повністю окиснених сполук відшаровуються. Тому сильне окиснення спричиняє втрати збирача і утруднює флотацію. У звичайних умовах вміст кисню у пульпі достатній для поверхневого окиснення сульфідів, але його кількість повинна контролюватися, тому що від нього залежить флотованість окремих мінералів.